# ووجیمیژ پوخالسکی
ووجیمیژ پوخالسکی (لهستانی: Włodzimierz Puchalski؛ ‏ تلفظ لهستانی نامِ کوچک: [vwɔdʑimiɛʐ]؛ ‏ ۶ مارس ۱۹۰۸ – ۱۹ ژانویهٔ ۱۹۷۹) یک عکاس و کارگردان فیلم اهل لهستان بود.
او دانش‌آموخته رشتهٔ مهندسی برزشناسی در پلی‌تکنیک لویو بود و در دوران جنگ جهانی دوم به عنوان جنگلبان در جنگل‌های ساندومیژ خدمت کرد و عکس‌ها و فیلم‌های متعددی از حیات وحش آن ناحیه تهیه کرد.